# Caudebec-en-Caux
Caudebec-en-Caux és un municipi francès situat al departament del Sena Marítim i a la regió de Normandia. L'any 2007 tenia 2.322 habitants.

## Demografia

### Població
El 2007 la població de fet de Caudebec-en-Caux era de 2.322 persones. Hi havia 1.095 famílies de les quals 482 eren unipersonals (189 homes vivint sols i 293 dones vivint soles), 301 parelles sense fills, 223 parelles amb fills i 89 famílies monoparentals amb fills.
La població ha evolucionat segons el següent gràfic:
Habitants censats

### Habitatges
El 2007 hi havia 1.201 habitatges, 1.101 eren l'habitatge principal de la família, 16 eren segones residències i 83 estaven desocupats. 381 eren cases i 810 eren apartaments. Dels 1.101 habitatges principals, 354 estaven ocupats pels seus propietaris, 727 estaven llogats i ocupats pels llogaters i 20 estaven cedits a títol gratuït; 37 tenien una cambra, 220 en tenien dues, 334 en tenien tres, 253 en tenien quatre i 256 en tenien cinc o més. 511 habitatges disposaven pel capbaix d'una plaça de pàrquing. A 577 habitatges hi havia un automòbil i a 271 n'hi havia dos o més.

### Piràmide de població
La piràmide de població per edats i sexe el 2009 era:
| Homes | Edats   | Dones |
| ----- | ------- | ----- |
| 4     | 95 o +  | 24    |
| 4     | 90 a 94 | 48    |
| 12    | 85 a 89 | 40    |
| 16    | 80 a 84 | 32    |
| 52    | 75 a 79 | 96    |
| 44    | 70 a 74 | 64    |
| 64    | 65 a 69 | 72    |
| 48    | 60 a 64 | 60    |
| 48    | 55 a 59 | 60    |
| 60    | 50 a 54 | 72    |
| 56    | 45 a 49 | 80    |
| 72    | 40 a 44 | 56    |
| 64    | 35 a 39 | 72    |
| 100   | 30 a 34 | 76    |
| 120   | 25 a 29 | 120   |
| 52    | 20 a 24 | 64    |
| 72    | 15 a 19 | 84    |
| 24    | 10 a 14 | 56    |
| 36    | 5 a 9   | 60    |
| 64    | 0 a 4   | 48    |

## Economia
El 2007 la població en edat de treballar era de 1.348 persones, 1.054 eren actives i 294 eren inactives. De les 1.054 persones actives 927 estaven ocupades (522 homes i 405 dones) i 127 estaven aturades (51 homes i 76 dones). De les 294 persones inactives 86 estaven jubilades, 66 estaven estudiant i 142 estaven classificades com a «altres inactius».

### Ingressos
El 2009 a Caudebec-en-Caux hi havia 1.086 unitats fiscals que integraven 2.109,5 persones, la mediana anual d'ingressos fiscals per persona era de 17.457 €.

### Activitats econòmiques
Dels 149 establiments que hi havia el 2007, 1 era d'una empresa extractiva, 9 d'empreses alimentàries, 1 d'una empresa de fabricació d'elements pel transport, 3 d'empreses de fabricació d'altres productes industrials, 5 d'empreses de construcció, 35 d'empreses de comerç i reparació d'automòbils, 6 d'empreses de transport, 16 d'empreses d'hostatgeria i restauració, 13 d'empreses financeres, 11 d'empreses immobiliàries, 12 d'empreses de serveis, 22 d'entitats de l'administració pública i 15 d'empreses classificades com a «altres activitats de serveis».
Dels 40 establiments de servei als particulars que hi havia el 2009, 1 era una oficina d'administració d'Hisenda pública, 1 gendarmeria, 1 oficina de correu, 5 oficines bancàries, 2 tallers de reparació d'automòbils i de material agrícola, 1 taller d'inspecció tècnica de vehicles, 2 autoescoles, 1 paleta, 1 guixaire pintor, 1 lampisteria, 9 perruqueries, 8 restaurants, 5 agències immobiliàries i 2 salons de bellesa.
Dels 29 establiments comercials que hi havia el 2009, 1 era un hipermercat, 2 botiges de menys de 120 m², 7 fleques, 5 carnisseries, 1 una botiga de congelats, 1 una peixateria, 2 botigues de roba, 2 botigues d'equipament de la llar, 1 una botiga de mobles, 2 drogueries, 1 un drogueria, 1 una perfumeria i 3 floristeries.

## Equipaments sanitaris i escolars
El 2009 hi havia 2 farmàcies i 2 ambulàncies.
El 2009 hi havia 1 escola maternal i 2 escoles elementals. Caudebec-en-Caux disposava d'un col·legi d'educació secundària amb 517 alumnes.

## Poblacions més properes
El següent diagrama mostra les poblacions més properes.